# Ergoterapeut
En ergoterapeut arbejder på sygehuse, plejehjem og institutioner, i dagcentre, virksomheder og skoler.
Ergoterapeuter arbejder ved hjælp af ergoterapi med  genoptræning og vejledning af syge, handicappede eller skadede patienter. Dette sker dels gennem træning i de daglige aktiviteter, som borgeren selv prioriterer højest, og dels gennem indretning af understøttende omgivelser i borgerens hjem, på arbejdspladsen og øvrige nærmiljø (f.eks. ved hjælp af ADL-tilbud).[kilde mangler]
Uddannelsen til ergoterapeut er en mellemlang videregående uddannelse (MVU), der varer 3½ år, læses på en ergo- og fysioterapeutskole (professionshøjskole) og fører frem til betegnelsen professionsbachelor i ergoterapi. Betegnelsen på engelsk er occupational therapist (bachelor in occupational therapy).
Ergoterapeuter er samlet i fagforeningen Ergoterapeutforeningen, som er medlem af Sundhedskartellet og FH (var tidligere medlem af FTF). Ergoterapeuter er endvidere underlagt Sundhedsvæsenets Patientklagenævn.

## Professionens udvikling
Ergoterapeuter gik tidligere under betegnelserne arbejdsterapeut, beskæftigelsesterapeut og terapiassistent.
Uddannelsen så dagens lys for første gang i 1933 og bestod dengang af et 3-måneders kursusforløb. I 1945 blev uddannelsen forlænget til at vare 2 år i alt og i 1953 blev uddannelsen gjort 3-årig.
I 2001 omlagde Undervisningsministeriet den 3-årige uddannelse til den nuværende 3½-årige mellemlange videregående professionsbacheloruddannelse i ergoterapi (ergoterapeutuddannelsen).